# Pável Potiomkin
Pável Serguéyevich Potiomkin (en ruso: Павел Серге́евич Потёмкин, 27 de junio de 1743-29 de marzo de 1796) fue un militar y estadista del Imperio ruso.

## Biografía

### Primeros años
Nació en 1743, hijo de Serguéi Dmítriyevich Potiomkin (1697-1770) de su matrimonio con Ana Mijáilovna Kropótkina. Era primo lejano del príncipe Gregorio Potiomkin. Su padre fue asesor del voivoda de la provincia de Kaluga y más tarde trabajó como alojador en el servicio de policía en San Petersburgo y sekund-maior, pero en el momento del nacimiento de Pável hacía diez años que había sido despedido del servicio. Pável tuvo dos hermanos: Mijaíl Potiomkin (1744-1791) y Aleksandr Potiomkin.
Tras recibir su educación primaria en la casa familiar, a los 13 años entró al servicio militar en el Regimiento Semiónovski de la Leib Guard. Acabó sus estudios en la Universidad de Moscú.

### Carrera militar
Participó en la guerra ruso-turca de 1768-1774 y por su valentía en esta contienda, en la que sirvió como asistente de cámara y kapitán-porúchik, recibió el 22 de septiembre de 1770 la Orden de San Jorge de 4.ª clase. El 26 de noviembre de 1775 recibió la Orden de San Jorge de 3.ª clase por su valor en los combates por la ciudad de Silistra. Gracias a la mediación de su primo Grigori Potiomkin, Pável ascendió rápidamente y fue conocido por Catalina II como un oficial valiente y capaz.

### Investigaciones acerca de la Revuelta de Pugachov
Por decreto de Catalina la Grande del 11 de junio de 1774 fue comisionado para la investigación secreta y sanción de los implicados en la rebelión de Pugachov en las provincias de Kazán y Oremburgo. El 15 de julio de ese año se capturó a los rebeldes, que estaban cercando a la población y guarnición resguardada en el kremlin de Kazán, mediante el ataque organizado por Michelson.
Dirigió personalmente la realización de los interrogatorios a los atamanes pugachovistas cautivos Iván Beloboródov, Iván Zarubin, I. Uliánov y otros en Kazán y más tarde en Simbirsk. En octubre de 1774, junto con el general en jefe Piotr Panin, se encargó del interrogatorio de Yemelián Pugachov en Simbirsk, participando en la causa general en Moscú.
Tras la captura de Pugachov Potiomkin envió un llamamiento a los bashkires amenazándoles con el envío de las tropas zaporogas y arbanitas si no se sometían antes del 1 de octubre. Temiendo el saqueo de sus tierras, los bashkires enviaron a 12 starshinás diputados, uno de los cuales fue enviado por Pável a su primo el príncipe Grigori en San Petersburgo, expresando la esperanza de que todos los bashkires seguirían ese ejemplo y se rendirían. Sin embargo, no ha sido así y las revueltas siguieron un tiempo. Para dar escarmiento y certificar la captura de Pugachov ante la población, Potiomkin pidió a Catalina II que el rebelde cautivo fuera enviado a Kazán, pero la emperatriz no consintió en ello. A principios de diciembre, finalizada la causa, realizada por los príncipes Volkonski, Potiomkin y Sheshkovski, fue enviado un informe a San Petersburgo. Potiomkin, junto con Volkonski e Iván Kozlov fue encargado de componer la sentencia del tribunal de guerra. Tras concluir la causa y el tribunal se condecoró a Potiomkin con la espada de oro y diamantes al coraje.
El 28 de junio de 1778 fue ascendido de asistente de cámara a chambelán y condecorado con la Orden de San Alejandro Nevski.

### En el Cáucaso Norte
En otoño de 1782, el ya teniente-general Potiomkin tomó el mando del ejército ruso en el Cáucaso Norte, sucediendo a Fiódor Fabritsián, que había fallecido en septiembre de ese año. A finales de ese año, el rey Heraclio II de Kartli-Kajetia solicitó a la emperatriz Catalina II que considerara Georgia bajo la protección rusa. En un esfuerzo por fortalecer la posición rusa en el Cáucaso, Catalina otorgó amplios poderes a Pável Potiomkin para concluir un tratado con el rey Heraclio. Los representantes de la parte georgiana eran Ioane, príncipe de Mujrani y Gervesán Chavchavadze, y todos ellos firmarían el 24 de julio (4 de agosto) de 1783 el Tratado de Gueórguiyevsk.
En septiembre de 1783, las tropas rusas dirigidas por el teniente-general Potiomkin y el teniente-general Aleksandr Nikoláyevich Samóilov cruzaron el río Térek, devastaron Chechenia y a las tropas chechenas en las batallas de Starye Atagui y Jankalá, en los ríos Valerik, Gueji, Goita y Roshnia
En 1784 fue nombrado gobernador general de la gobernación de Sarátov, puesto que ejerció hasta 1787. En 1785 se le nombró también gobernador general del Virreinato del Cáucaso, cargo que desempeñó hasta 1792. En agosto de 1787, cruzó al mando de 8000 soldados el río Kubán. El 21 de septiembre la vanguardia de este cuerpo de ejército rechazó a las tropas chechenas y nogayas del jeque Mansur.

### Guerra ruso-turca de 1787-1791
Durante la guerra ruso-turca de 1787-1791 participó en la captura de la fortaleza de Izmaíl, por lo que fue condecorado con la Orden de San Jorge de 2.ª clase.
Por decreto de la emperatriz Catalina II de 3 de junio de 1791 a Potiomkin le fue concedida en propiedad una fábrica de telas en Glushkovo en la gobernación de Kursk con todos los pueblos, personas y tierras.
En 1794 participó en la supresión de la revuelta en Polonia, tomando parte en la batalla de Praga. Tras estas operaciones, fue ascendido a general en jefe y al año siguiente recibió el título de conde.
En enero de 1796 fue acusado de participar en el asesinato del príncipe persa Idast-Kan en 1786. Para protegerse de las injustas acusaciones, escribió un poema "La voz de la inocencia" (Глас невинности), pero incapaz de soportar el golpe de la calumnia, enfermó de fiebres y murió el 29 de marzo de ese año.

## Condecoraciones
- Por su valentía en varias batallas contra los turcos recibió la Orden de San Jorge de 4.ª clase el 22 de septiembre de 1770.
- En julio de 1775, con motivo de la celebración de la paz con los turcos, le fue concedida la Espada de oro con diamantes al coraje.
- El 26 de noviembre de 1775 fue condecorado con la Orden de San Jorge de 3.ª clase.
- En 1777 recibió la Orden de Santa Ana.
- El 28 de julio de 1778 le fue concedida la Orden de San Alejandro Nevski.
- El 25 de marzo de 1791 recibió la estrella de 2.ª clase de la Orden de San Jorge.
- En 1795 recibió una medalla de oro y diamantes y una tabaquera de oro tras la Revuelta de Varsovia.

## Obras
Potiomkin fue un buen poeta: de acuerdo al actor Iván Dmitrevski, Potiomkin hubiese sido un gran escritor de no haberse dedicado al servicio militar.
- Traducciones: Potiomkin tradujo las obras de Jean-Jacques Rousseau: "¿La recuperación de las Ciencias y las Artes ha contribuido a una corrección de las costumbres?" (1768), "Julia, o la nueva Eloísa" (1769) y "Discurso sobre el origen y los fundamentos de la desigualdad entre los hombres" (1770); así como la tragedia "El fanatismo o Mahoma" de Voltaire (1798); "Poema en las victorias del ejército ruso sobre las tropas turcas" (1770).
- Drama: "Rusia en el Archipiélago" (1772), "Celebración de la Amistad" (1773), "Zelmira y Smelon o tomar Izmail" (1795).
- Epístola al Conde Grigori Orlov "(probablemente 1771)
- Sus obras "Historia de Pugachov" y "Descripción de los pueblos del Cáucaso", permanecieron inéditas.[2]

## Familia
Estaba casado con Praskovia Andréievna Zakrévskaya (1763-1816), hija del consejero de Estado Real, director de la Academia Imperial de las Artes y mariscal del distrito de San Petersburgo Andréi Zakrevski (1742-1804), sobrino del conde Kiril Razumovski y de M. I. Odóyevski. El matrimonio tuvo dos hijos:
- Grigori (1786-26 de agosto de 1812 en la batalla de Borodinó).
- Serguéi (1787-1858), escritor.